# 池沢義行
池沢 義行（いけざわ よしゆき、1939年（昭和14年）5月14日 - ）は、栃木県出身の元プロ野球選手。ポジションは外野手。

## 来歴・人物
大田原高校では、1956年（昭和31年）秋季関東大会県予選準々決勝に進むが、宇都宮工に大敗。卒業後は神奈川大学に進学。神奈川五大学野球リーグでは、2年下のエース森川卓郎らを擁し、1960年（昭和35年）春季、1961年（昭和36年）春秋季リーグと3回の優勝を経験。全日本大学野球選手権大会にも2回出場するが、いずれも中京大に2回戦で敗れた。4年春季リーグでは最優秀選手に選出され、首位打者を獲得。
1962年に読売ジャイアンツへ入団し、契約金は1,600万円であった。1年目から一軍に上がり、シーズン後半には坂崎一彦らと右翼手の定位置を争う。同年は35試合に先発を果たし、打率.250、2本塁打を記録する。2年目の1963年には、主に五番打者として57試合に先発出場。同年6月26日には長嶋茂雄の急な欠場もあって、広島を相手に1試合だけだが四番打者も経験。8月11日の阪神タイガース戦では、リリーフで登板した村山実が審判（国友正一）のボール判定に抗議し、涙を浮かべながら退場する場面があったが（「どこ見てるんや! わしは一球一球、命かけて投げてるんや」と。）、この時に打席に立っていた打者が池沢である。ちなみに池沢は前日の試合でも、7回までノーヒットピッチングだった村山から8回にヒットを放っている。シーズンでは打率は.249ながら、チーム4位の42打点を挙げた。同年の西鉄ライオンズとの日本シリーズでは全7試合に右翼手、五番打者として先発。第6戦までわずか2安打と苦しむが、最終第7戦では田中勉から本塁打を放つなど3安打を放ち、チームの日本一に貢献した。
翌1964年も開幕直後から活躍するが、7月9日の阪神タイガース戦で太田紘一から右肘に死球を受ける。死球禍により打撃不振に陥り、さらに手当を十分にしなかったことから、右肘に水が溜まるようになり、右投げの池沢は送球に支障を来すようになった。死球の影響は大きく、7月半ば以降は先発出場からも外れた。
同年オフには、吉田勝豊・安藤元博・石原碩夫との交換トレードで坂崎一彦・山崎正之と共に東映フライヤーズへ移籍する。しかし、1965年は打率.158と不本意な成績に終わり、オフに戦力外通告を受けた。同年10月には東急病院で前年に死球を受けた右肘を手術する。病室には大洋ホエールズのスカウトも現れたが、包帯だらけの右腕を見て黙って帰って行ったという。さらに、韓国に詳しいチームメイトからソウル南部に灸の名人がいるとの話を聞いて、渡韓して治療を受けた。
手術に伴って右手の握力は25㎏まで落ちたが、同年12月中旬より仲の良かった城之内邦雄に誘われて伊豆山でトレーニングを行う。そこで池沢は入団テストを通じた巨人への復帰を考え、監督の川上哲治に相談して、1966年2月から宮崎の二軍キャンプに自費で参加、2月下旬には復帰が決まった。同年5月6日の対サンケイアトムズ戦で代打として登場し、村田元一からタイムリー二塁打を打つ。その後も主に代打として起用されるが、握力の低下により打球の勢いが失せ、打率.118とあまり活躍できないまま、同年オフに引退した。
引退後すると、東京都新宿区に池沢建設を開くが、1967年に6,000万円の手形詐欺にあって会社は倒産。のち、埼玉県志木市でガソリンの輸送・販売を行う大豊産業の社長を務めた。

## 逸話
遠征の際は長嶋茂雄と相部屋で、毎晩のように二人で素振りをしていたが、スイングによる筋肉の動きがよくわかるように、上半身は裸、下半身はパンツ一つで行っていた。なお、池沢の長男の名付け親は長嶋であった。

## 詳細情報

### 年度別打撃成績
| 年 度     | 球 団     | 試 合 | 打 席 | 打 数 | 得 点 | 安 打 | 二 塁 打 | 三 塁 打 | 本 塁 打 | 塁 打 | 打 点 | 盗 塁 | 盗 塁 死 | 犠 打 | 犠 飛 | 四 球 | 敬 遠 | 死 球 | 三 振 | 併 殺 打 | 打 率 | 出 塁 率 | 長 打 率 | O P S |
| --------- | --------- | ----- | ----- | ----- | ----- | ----- | -------- | -------- | -------- | ----- | ----- | ----- | -------- | ----- | ----- | ----- | ----- | ----- | ----- | -------- | ----- | -------- | -------- | ----- |
| 1962      | 巨人      | 76    | 158   | 148   | 7     | 37    | 4        | 0        | 2        | 47    | 15    | 1     | 2        | 2     | 0     | 7     | 0     | 1     | 30    | 5        | .250  | .288     | .318     | .606  |
| 1963      | 巨人      | 113   | 225   | 197   | 18    | 49    | 7        | 0        | 8        | 80    | 42    | 0     | 1        | 2     | 8     | 18    | 3     | 0     | 31    | 4        | .249  | .312     | .406     | .718  |
| 1964      | 巨人      | 77    | 138   | 126   | 8     | 27    | 4        | 0        | 3        | 40    | 12    | 0     | 0        | 0     | 0     | 11    | 2     | 1     | 11    | 5        | .214  | .283     | .317     | .600  |
| 1965      | 東映      | 61    | 63    | 57    | 1     | 9     | 2        | 0        | 0        | 11    | 3     | 0     | 0        | 0     | 1     | 5     | 0     | 0     | 6     | 2        | .158  | .226     | .193     | .419  |
| 1966      | 巨人      | 43    | 43    | 34    | 0     | 4     | 1        | 0        | 0        | 5     | 4     | 0     | 0        | 0     | 0     | 8     | 0     | 1     | 6     | 1        | .118  | .302     | .147     | .449  |
| 通算：5年 | 通算：5年 | 370   | 627   | 562   | 34    | 126   | 18       | 0        | 13       | 183   | 76    | 1     | 3        | 4     | 9     | 49    | 5     | 3     | 84    | 17       | .224  | .290     | .326     | .616  |

### 記録
- 初出場：1962年4月15日、対阪神タイガース5回戦（阪神甲子園球場）、9回表に城之内邦雄の代打として出場、村山実の前に凡退
- 初先発出場：1962年5月6日、対中日ドラゴンズ4回戦（後楽園球場）、2番・右翼手で先発出場、2打数2安打
- 初本塁打：1962年8月15日、対中日ドラゴンズ22回戦（後楽園球場）、7回裏に門岡信行から2ラン

### 背番号
- 6 （1962年 - 1964年）
- 8 （1965年）
- 41 （1966年）